# P.E. Tegelbergplein
Het P.E. Tegelbergplein is een plein in Amsterdam-Oost. Plein als in de betekenis van “open ruimte” is hier dubbel. Het plein kijkt uit over het IJ.
Het plein kreeg op 27 november 1996 haar naam. Stadsdeel Zeeburg vernoemde het naar Petrus Emelius Tegelberg (1838-1917), medeoprichter en directeur van de Stoomvaart-Maatschappij Nederland. Het plein ligt aan het oostelijk punt van Sporenburg in het Oostelijk Havengebied. Op het plein komen alleen straten vanuit het westen aan. De noordelijkste is daarbij vernoemd naar een andere directeur van genoemd bedrijf Johannes Frederik van Hengel (J.F. van Hengelstraat). Twee andere verwijzen eveneens naar de scheepvaart; Seinwachterstraat en Lampenistenstraat. 
Kenmerkend voor het plein is de scheiding tussen bebouwing en straat enerzijds en het plein anderzijds. Ze worden gescheiden door een keermuur van basaltblokken die van zuid tot noord steeds hoger wordt (van 0,60 tot 3 meter). Deze muur bevat ook straatverlichting. Het plein is bestraat met blauwgrijze straatklinkers.
De bouw dateert ook uit genoemde tijd en loopt op van 2 tot en met 22; het betreft alleen even huisnummers, alle met postcode 1019 TA.
Het plein kent twee uitingen van kunst in de openbare ruimte:
- op het plein: Fragment van een huiskamer van Mark Manders
- ten zuiden van het plein: Hoge brug van Adriaan Geuze

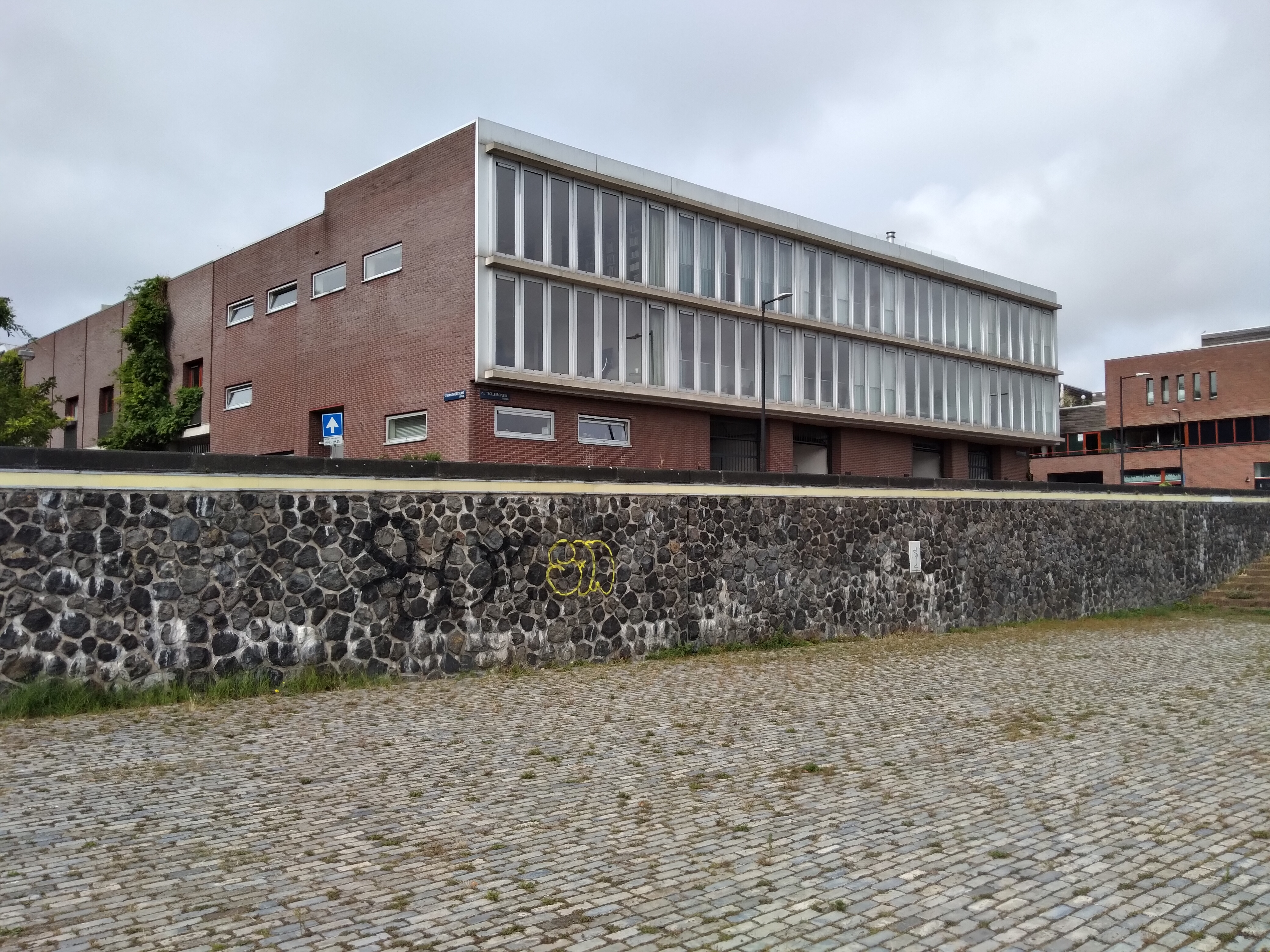
P.E. Tegelbergplein 2-8 met basaltmuur (september 2021)